# Эй Си Рид
Эй Си Рид (англ. A.C. Reed, настоящее имя Аарон Кортен (англ. Aaron Corthen); 9 мая 1926, Уорделл, Миссури, США — 24 февраля 2004, Чикаго, Иллинойс, США) — американский блюзовый саксофонист, вокалист и автор песен. Номинант Blues Music Awards в номинациях «Песня года» (1982, дважды), «Альбом современного блюза» (1987), «Блюзовый инструменталист — иной» (1987), «Блюзовый инструменталист — духовые» (2003) .

## Биография
Аарон Кортен родился в Миссури, но рос в южном Иллинойсе. В юности был поклонником биг-бэндов, и игра на трубе Пола Баскомба на малоизвестном альбоме Erskine Hawkins, который он слышал в музыкальном автомате в таверне, вдохновила его самого взять в руки саксофон. Сценическое имя Эй Си Рид он позаимствовал у своего друга Джеймса Рида
В 1942 году он перебрался в Чикаго, где нашёл работу на сталелитейном заводе, и на первую зарплату купил себе саксофон. В течение нескольких лет учился играть в Чикагской консерватории . В то же время он нашёл себе музыкального наставника, Джей Ти Брауна, саксофониста у Элмора Джеймса. Как вспоминал Эй Си Рид именно Браун показал ему разницу между игрой на саксофоне в джазе и блюзе: «Первое, чему он меня научил, — вспоминал AC, — это играть меньше нот, играть проще и пытаться рассказать историю с помощью своих соло» . В течение 1940-х играл с Эрлом Хукером и Вилли Мейбоном. В 1950-е он в течение четырёх лет гастролировал с Деннисом Биндером и его группой Rhythm & Blues All Stars. С 1960-х он работал сессионным музыкантом на компании Chief Records, Profile Records, Age, а затем и многие другие. В своей карьере он записывался со множеством музыкантов, включая Rolling Stones и Эрика Клэптона. Кроме того, он был востребован как автор песен со склонностью к иронично-юмористическим текстам, и его песни играли например такие блюзмены, как Мэджик Слим и Чарли Масселуайт . 
В 1961 году он записал получивший популярность в регионе сингл «This Little Voice» и затем выпустил ещё несколько синглов на разных лейблах: «Come on Home», «Mean Cop», «I Stay Mad», «I'd Rather Fight Than Switch», «My Baby Is Fine», «Talkin' 'Bout My Friends», «Things I Want You to Do».  В 1967 году он стал участником группы Бадди Гая, и играл с ним в турне по Африке 1969 года, а также в группе Джуниора Уэллса. С последним он гастролировал в Японии, открывая концерты Rolling Stones. В группе Бадди Гая муэыкант играл до 1977 года, затем с конца 1970-х и в 1980 годах он играл с Сон Силсом и Альбертом Коллинзом. С Коллинзом он записался на каждом из пяти его лучших альбомов, в которые были также включены песни авторства Эй Си Рида, например «Jealous Man», вошедшая в альбом Коллинза Live In Japan, номинированного на Грэмми. 
В 1980 году Alligator Records выпустила несколько песен Эй Си Рида на сборнике Living Chicago Blues Volume 3, тоже получившего номинацию на Грэмми. Музыкант начал записывать сольные работы только в 1980-х, на его альбоме 1987 года записались Стив Рэй Вон и Бонни Райт. В 1982 году музыкант выпустил в двух вариантах сингл «I Am Fed Up with This Music», с непристойным текстом и отредактированным текстом, и эта песня получила номинации на песню года Blues Music Awards . С конца 1980-х активно гастролировал по США со своей группой The Spark Plugs, которая существовала до смерти музыканта. В середине 1990-х на некоторое время прекратил карьеру, но в 1998 году с участием Альберта Коллинза записал и выпустил альбом Junk Food.   
Эй Си Рид умер в Чикаго от рака в феврале 2004 года
«Если послушать, как тенор-саксофонист Эй Си Рид оплакивает свою судьбу на сцене, можно подумать, что он действительно ненавидит свою работу. Но это ироническая жалоба — хриплый, шершавый и расслабленный вокал Рида опровергает любое чувство скуки» .
Обозреватель All About Jazz сказал, что Эй Си Рид: «Тройная опасная угроза из мира блюза… состоящая из проникновенного элегантного тенор-саксофона, грубого но искреннего вокала и таланта автора песен» 

## Избранная дискография
- Take These Blues and Shove 'Em (Rooster Blues, 1982)
- I Got Money (Blue Phoenix, 1986)
- I'm in the Wrong Business! (Alligator Records, 1987)
- Junk Food (Delmark Records, 1998)[7]

С Мэджик Сэмом
- Rockin' Wild in Chicago (Delmark, 1964 [2002])[8]

С Альбертом Коллинзом
- Ice Pickin' (Alligator, 1979)
- Frostbite (Alligator, 1980)
- Don't Lose Your Cool (Alligator, 1983)
- Live in Japan ( Alligator,1984)